# Гептафторониобат(V) калия
Гептафторониобат(V) калия — неорганическое соединение, комплексная соль фторида калия и фторида ниобия(V) с формулой K2[NbF7], бесцветные кристаллы, умеренно растворяются в воде с частичным гидролизом.

## Получение
- Реакция оксида ниобия(V) с фторидом калия в разбавленной плавиковой кислоте:

{\displaystyle {\mathsf {Nb_{2}O_{5}+4KF+10HF\ {\xrightarrow {}}\ 2K_{2}[NbF_{7}]+5H_{2}O}}}

## Физические свойства
Гептафторониобат(V) калия образует бесцветные кристаллы моноклинной сингонии. Пространственная группа P 21/a, параметры ячейки a = 0,850 нм, b = 1,267 нм, c = 0,585 нм, β = 90°, Z = 4.
Умеренно растворяются в воде с частичным гидролизом, хорошо растворяется в разбавленной плавиковой кислоте.

## Химические свойства
- При растворении в воде подвергается частичному гидролизу:

{\displaystyle {\mathsf {K_{2}[NbF_{7}]+H_{2}O\ {\xrightarrow {}}\ K_{2}[NbOF_{5}]+2HF}}}
- Реагирует с концентрированной плавиковой кислотой:

{\displaystyle {\mathsf {K_{2}[NbF_{7}]+HF\ {\xrightarrow {}}\ K[NbF_{6}]+K(HF_{2})}}}
- Реагирует с серной кислотой:

{\displaystyle {\mathsf {2K_{2}[NbF_{7}]+2H_{2}SO_{4}\ {\xrightarrow {}}\ Nb_{2}O_{5}\downarrow +2K_{2}SO_{4}+14HF}}}
- Восстанавливается натрием до металлического ниобия:

{\displaystyle {\mathsf {K_{2}[NbF_{7}]+Na\ {\xrightarrow {1100^{o}C}}\ Nb+2KF+5NaF}}}
- При электролизе в расплаве фторида калия выделяется металлический ниобий:

{\displaystyle {\mathsf {2K_{2}[NbF_{7}]\ {\xrightarrow {e^{-}}}\ 2Nb+5F_{2}\uparrow +4KF}}}